# Poupouma
Poupouma est une localité du Cameroun située dans la région du Centre, le département de la Lékié et l'arrondissement de Monatélé, à 60 kilomètres du nord de Yaoundé, à 4 km de Kokodo et 6 km de Monatélé et de la route N4. Elle fait partie du groupement de Kougouda et Nkol Okala.

## Histoire
Poupouma était au départ le nom d'une chute d'eau dont la rivière Lekié provenant du fleuve Lekié contourne le village Nkolokala qui est de nos jours regroupé avec Poupouma. C'est aussi le lieu de naissance de Raphaël Onana.
Entre la page 23 et 43 du livre Un homme blindé à Bir-Hakeim, il est écrit que le père de Raphaël Onana, Ékongo Akon'Awana régnait à Poupouma comme sur son territoire. Il était connu pour sa barbarie et sa cruauté consistant à décapiter systématiquement tous ses ennemis vaincus. Il dépeçait les corps et allait, comme s'il s'agissait d'un jeu, accrocher bras, jambes et troncs sanguinolents aux arbres fruitiers, aux avocatiers et aux asas, notamment de sa propre plantation. Sa macabre pratique païenne et animiste était connue dans toute la région et les gens le fuyaient comme la peste.
Édounga Zoa, un chaman de la tribu de Sanaga, avait présidé les cérémonies à Poupouma en échange de l'arrêt des crimes d'Ékongo Akon'Awana et avait prédit que Régina Awundza, la femme d'Ékongo Akon'Awana allait accoucher de Raphaël Onana en parfaite santé.

## Culture et religions
Poupouma était peuplé avant la Première Guerre mondiale, des authentiques Bakassa et des Étons. Le paganisme était encore actif à cette période que les missionnaires ont pourtant donné à la légère. Parce que les habitants de Poupouma étaient l'un des rares peuples monothéistes. Ils avaient pour un dieu païen, un unique et seul créateur du Ciel et de la Terre. Celui qui a vécu, qui vit et qui vivra à jamais : Zamba-Ntond'Obé qui était comme les divinités primordiales pour Gaïa ou la Déesse Mère en Europe, mais en version Camerounaise. Dans le dialecte traduit en français, Zamba veut dire Dieu, Ntond signifie Éternel et Obé pour bienfaiteur.
Depuis la Seconde Guerre mondiale, les habitants de Poupouma sont convertis au christianisme mélangé avec l'animisme.